# Siège de Maubeuge (1815)
Pour les articles homonymes, voir Siège de Maubeuge.
Sixième Coalition
Batailles
Batailles des Cents-Jours
Campagne du duc d'Angoulême
- Ajaccio
- Bonifacio
- Montélimar
- Loriol

Campagne de Belgique
- Ligny
- Quatre-Bras
- Waterloo
- Wavre

Campagne de France de 1815
- Maubeuge
- Huningue
- La Souffel
- Vélizy
- Rocquencourt
- Sèvres
- Issy

Guerre napolitaine
- Panaro
- Ferrare
- Occhiobello
- Carpi
- Casaglia
- Ronco
- Cesenatico
- Pesaro
- Scapezzano
- Tolentino
- Ancône
- Castel di Sangro
- San Germano
- Gaète

Guerre de Vendée et Chouannerie de 1815
- Les Échaubrognes
- L'Aiguillon
- Aizenay
- Sainte-Anne-d'Auray
- Cossé
- Saint-Gilles-sur-Vie
- Redon
- Les Mathes
- Muzillac
- Rocheservière
- Thouars
- Auray
- Châteauneuf-du-Faou
- Guérande
- Fort-la-Latte

Le siège de Maubeuge a lieu pendant la fin de la campagne de Belgique de 1815. Les forces du royaume de Prusse sous les ordres du Generalleutnant von Pirch investissent la place forte de Maubeuge dans le nord de la France, sur la Sambre. Après trois semaines de siège, la garnison française sous les ordres du général Latour capitule.

## Contexte

### Le retour des aigles à Maubeuge
Maubeuge, petite ville fortifiée qui avait résisté avec succès aux forces de la Sixième Coalition pendant la campagne de France du printemps 1814, avait accepté à contrecœur le retour des Bourbons lors de la Première Restauration qui lui apparaissait comme une menace pour les conquêtes sociales de la Révolution française : aussi, dans leur majorité, ouvriers et bourgeois accueillent avec enthousiasme le retour de Napoléon de l'île d'Elbe en mars 1815. Cependant, les puissances européennes, réunies au congrès de Vienne, refusent le retour de l'empereur qui leur apparaît comme une menace pour l'équilibre européen : Napoléon doit faire face à une guerre contre une Septième Coalition. Il réunit une armée du Nord sur la frontière de la Belgique. Le corps du général Reille se rassemble à Maubeuge où les régiments prêtent serment à l'empereur sur les aigles (étendards). Le maréchal Ney, nommé à la tête de l'aile gauche de la Grande Armée, vient passer les troupes en revue sous les acclamations de la foule, d'autant plus vives qu'il se présente un groupe de prisonniers de guerre français de la campagne de Russie récemment libérés par les Russes. 

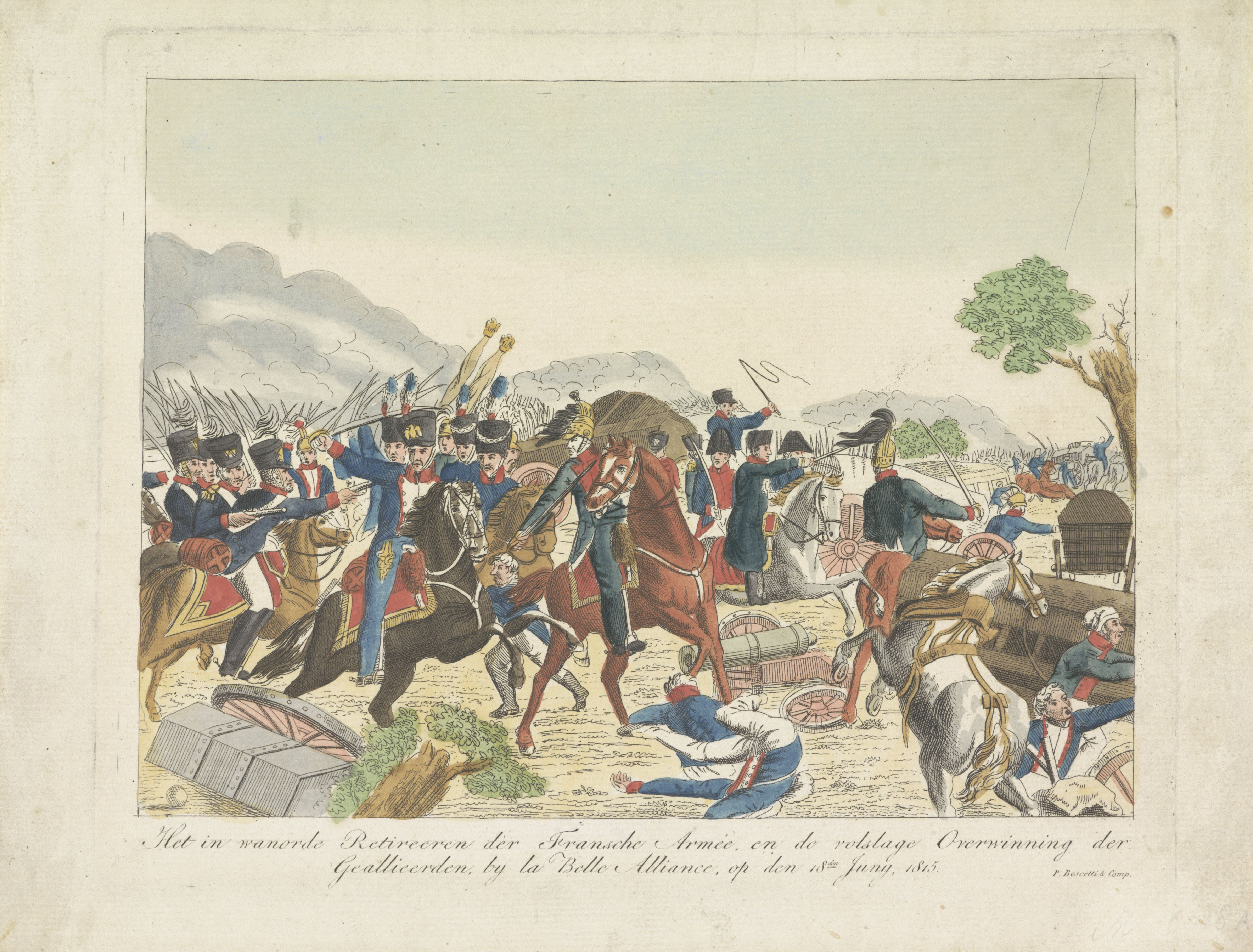
Débâcle de l'armée française à Belle-Alliance le 18 juin 1815, estampe néerlandaise, 1815.

Le 14 juin 1815, le corps de Reille franchit la frontière et s'engage dans la campagne de Belgique. Maubeuge reçoit alors de nombreux blessés des combats des Quatre-Bras et de Ligny, puis de Waterloo : ceux-ci, évacués dans la journée du 18, annoncent que les forces françaises sont en train d'attaquer l'armée anglo-néerlandaise de Wellington et vont bientôt la mettre en déroute. Le matin du 19 juin, jour de foire, beaucoup d'habitants viennent pour prendre les nouvelles et vendre leurs chevaux avant qu'ils ne soient réquisitionnés par l'armée : cependant, ils voient arriver des cavaliers qui leur annoncent que l'armée de Napoléon est en déroute, poursuivie par les Prussiens. Les habitants refusent d'abord d'y croire mais la déroute française est confirmée par d'autres témoins, dont un vieux sergent du 21e régiment de ligne qui a pu sauver l'aigle de son unité. Dans la journée du 19, les fuyards arrivent en si grand nombre qu'il faut fermer les portes de la ville pour éviter qu'elle ne soit submergée. Le général Reille, de retour à Maubeuge le 20 juin, s'efforce de rétablir l'ordre. 

« C'étaient, d'une part, des soldats affamés, harassés, abattus, débandés et sans discipline; et de l'autre, des milliers de blessés encombrant les rues, faisant retentir l'air de leurs gémissements, de plaintes on ne peut plus déchirantes, et réclamant en vain des soins qu'on ne leur avait pas encore donnés. »

### Retraite française après Waterloo et entrée des coalisés sur le sol français
À la suite de la défaite de Waterloo, Napoléon tente vainement de rallier les restes de son armée à Genappe. Il se dirige ensuite vers Philippeville où il réunit son état-major avec le maréchal Soult. Les troupes françaises en retraite suivent les itinéraires qu'elles avaient pris au début de la campagne de Belgique : les restes de la Garde impériale et du 6e corps se dirigent vers Philippeville par Charleroi, les 1er et 2e corps vers Maubeuge, la cavalerie vers Beaumont mais ils n'y stationnent pas : à l'approche des avant-gardes ennemies, Soult fait rassembler les forces restantes, 40 000 hommes environ, autour de Laon. 
Dans la nuit du 18 au 19 juin, le corps prussien de Zieten poursuit les Français vers Charleroi tandis que celui de Thielmann continue le combat à Wavre contre le corps de Grouchy qui battra en retraite à son tour dans la journée du 19. Le 20 juin, le corps de Zieten est à Beaumont, celui de Bülow à Colleret d'où il se dirige vers Maubeuge, celui de Thielmann à Gembloux. Le 21 juin, Zieten encercle et commence à bombarder Avesnes, Thielmann avance par Charleroi et Marchiennes, le corps de Georg von Pirch est à Thuin, celui de Bülow à Marville entre Landrecies et Maubeuge. Dans la nuit du 21 au 22, à Avesnes, un obus prussien tombe sur une poudrière qui explose, causant de grands dégâts : la place capitule aussitôt et sa petite garnison, 200 vétérans, part comme prisonniers de guerre. Le corps de Pirch est désigné pour faire le siège des places restantes : deux divisions et la cavalerie autour de Maubeuge, une division à Landrecies, une division à Philippeville et Givet.
La nouvelle de l'abdication de Napoléon, signée le 22 juin, arrive à Wellington et Blücher le 24 : ils décident d'accélérer leur marche vers Paris avant qu'un nouveau pouvoir ne s'installe en France, en laissant derrière eux quelques troupes anglo-néerlandaises pour faire le siège de Cambrai, et prussiennes pour celui de Maubeuge et des autres places.

## Déroulement

### Forces en présence

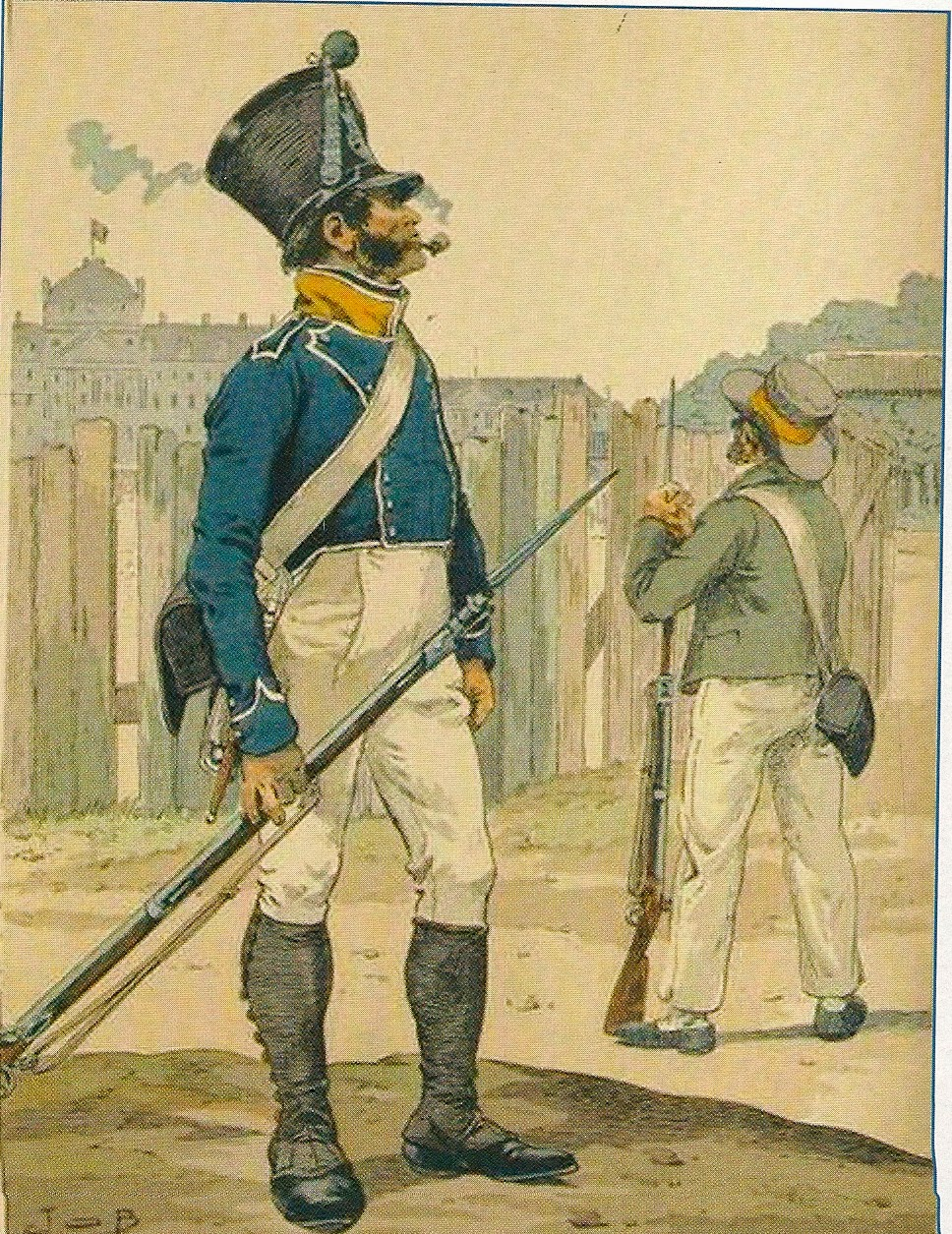
Garde national de 1815, dessin de Job, 1904.

Maubeuge, petite place fortifiée par Vauban, occupe la rive gauche de la Sambre ; elle est entourée par un canal détaché de cette rivière. Elle est dominée par les hauteurs de Rousies sur la rive droite. Les fortifications avaient été restaurées et renforcées depuis le siège de 1814, les redoutes du Tilleul, d'Assevent et de La Falize reconstruites et reliées à la forteresse principale par des chemins couverts. La place est bien pourvue de provisions de toute sorte. La place est commandée par le général Joseph Latour, ancien officier des guerres de la Révolution que l'historique du 25e régiment d'infanterie prussien appelle par erreur « le général baron Latour-Maubourg ». La garnison comprend, selon l'historien britannique Digby Smith, 3 000 gardes nationaux et vétérans, encadrés par 160 hommes des troupes de ligne. L'érudit maubeugeois Z. Piérart parle de 3 600 hommes, comprenant une section d'artillerie de campagne et un « bataillon provisoire » de 200 hommes restés de l'armée de Waterloo, un bataillon de garde nationale de la Somme, un détachement de douaniers, des ouvriers de la manufacture d'armes et la garde nationale de la ville, avec « une centaine de canons de divers calibres ». L'historique du 25e régiment prussien parle de 3 000 gardes nationaux et 250 hommes des troupes de ligne avec 80 canons. 
Le général von Pirch dispose de 12 000 hommes et de 84 pièces d'artillerie selon Digby Smith, 20 000 hommes selon Z. Piérart.

### Opérations

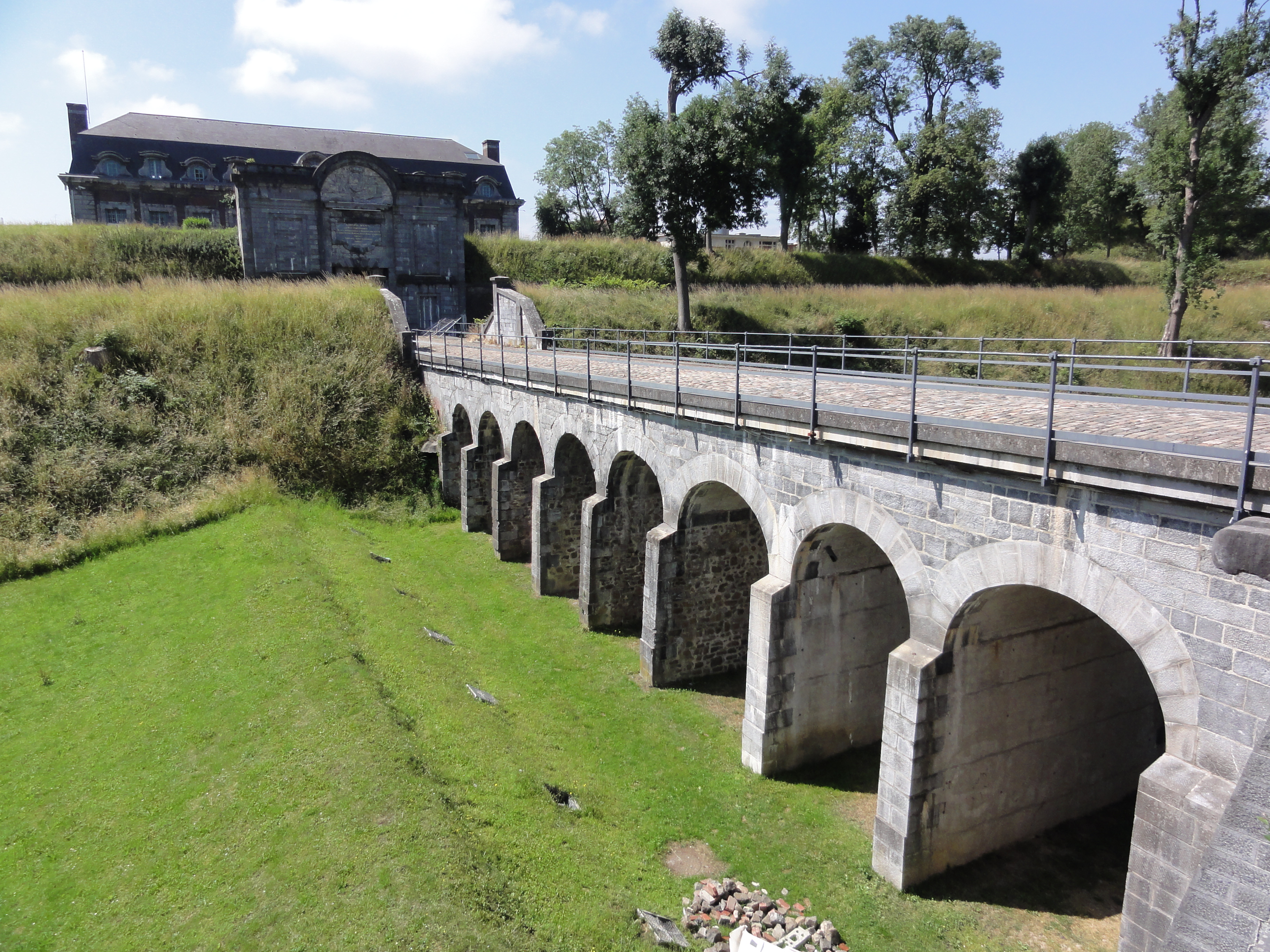
Porte de Mons et remparts de la citadelle en 2011.

Le soir du 20 juin, les hauteurs de la rive droite sont occupées par un corps de Hanovriens alliés des Britanniques. Ils sont relevés au matin du 21 juin par la 5e brigade prussienne. 
Le 22 juin, Blücher, commandant en chef de l'armée prussienne, fait transmettre au général Latour un ultimatum. S'il accepte une reddition immédiate, les gardes nationaux seront rendus à leurs foyers et les hommes des troupes de ligne remis au roi Louis XVIII qui en disposera à son gré ; sinon, tous les hommes en armes seront emmenés en captivité et employés à des travaux de forteresse. Selon Z. Piérart, les Prussiens menacent même les Français de les déporter en Sibérie. Devant leur refus, le prince Auguste de Prusse, qui a reçu le commandement du corps prussien, décide d'entreprendre un siège en règle. 
Le 24 juin, le général von Pirch s'installe au château de Cerfontaine où il est rejoint dans la journée par le prince Auguste. Du 22 au 25 juin, les Prussiens aménagent des batteries à Assevent et sur la route de Philippeville. Le 28 juin, ils attaquent la redoute de La Falize, à la grenade puis par un intense bombardement d'artillerie, obligeant les Français à l'évacuer pendant la nuit. Le 30 juin, ils reprennent le bombardement, cette fois sur la ville, par des tirs d'obus et de boulets rouges destinés à allumer des incendies. Le feu détruit plusieurs maisons, des entrepôts et l'église Saint-Pierre et Saint-Paul. Cependant, les défenseurs ne se découragent pas et leur artillerie riposte de son mieux. Les Prussiens renoncent bientôt à poursuivre leur bombardement.

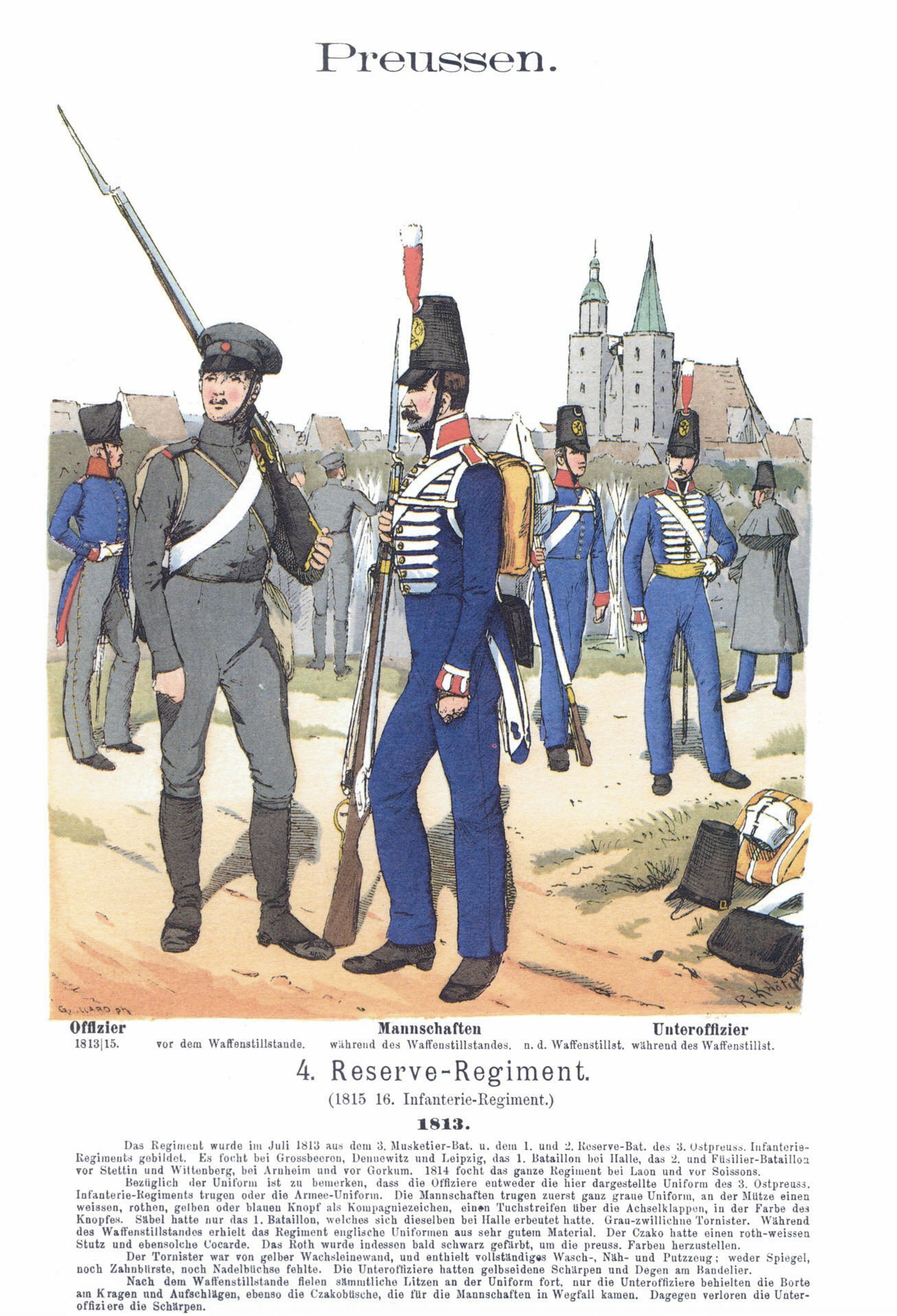
Infanterie prussienne en 1813, dessin de Richard Knötel, 1813.

Dans les jours suivants, les Prussiens creusent des tranchées et préparent un assaut contre la redoute d'Assevent où ils comptent placer une batterie d'artillerie lourde. Dans la nuit du 9 au 10 juillet, les défenseurs de la ville font une sortie pour tenter de déloger les tranchées prussiennes. Les gardes nationaux commencent à se décourager et à déserter. Entre-temps, la nouvelle de l'abdication de Napoléon arrive à Maubeuge. Le conseil de défense se réunit : le général Latour aurait voulu continuer la résistance mais les autres officiers concluent que la capitulation est inévitable. 
Le conseil de défense envoie au prince Auguste un projet de capitulation, prévoyant que la garnison pourrait sortir de la place pour se démobiliser et que la population civile serait respectée. Auguste, en considération du courage des défenseurs, autorise les soldats de ligne à partir avec leurs armes pour rejoindre l'armée de la Loire et les gardes nationaux à rentrer dans leurs foyers avec des sauf-conduits. Cependant, il ajoute un acte additionnel qui prévoit que les Prussiens conserveront tout le contenu des arsenaux et dépôts publics, ainsi que la trésorerie militaire, les cartes, plans et archives. La capitulation est signée le 12 juillet.

## Conséquences

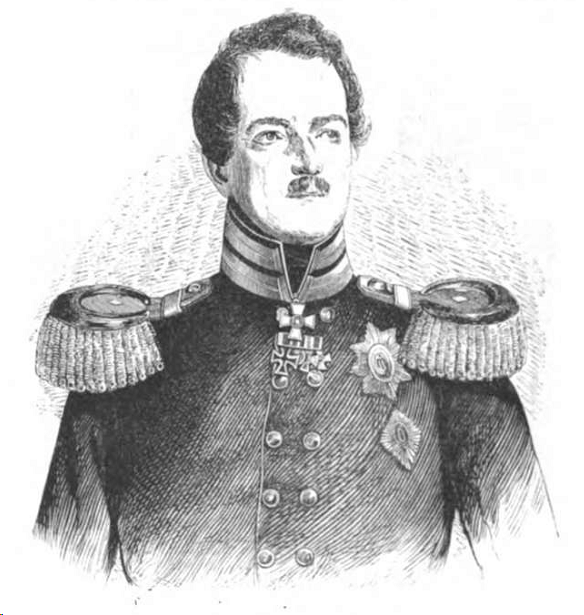
Le prince Auguste de Prusse.

Les armes de la garnison et celles de la manufacture d'armes sont remises aux Prussiens : 76 canons, 5 000 à 6 000 fusils complets et 15 000 en pièces détachées, des munitions de tous calibres. Les troupes de ligne doivent quitter la ville ; elles sont autorisées à emporter 4 canons. La Garde nationale est désarmée et renvoyée dans ses foyers.
Le rapport du prince Auguste de Prusse, rédigé le 3 août 1815 à Philippeville, proclame : « Le zèle inépuisable et la vaillance des troupes prussiennes leur ont valu l'honneur de conquérir une place qui, dans toutes les guerres antérieures de la France, avait gagné la réputation d'être imprenable ». 

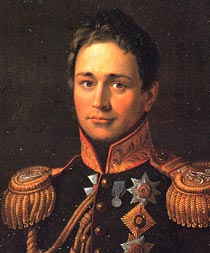
Le général russe Mikhaïl Vorontsov.

La guerre se termine avec la seconde abdication de Napoléon, le 22 juin, et la seconde restauration de Louis XVIII qui rentre à Paris le 9 juillet. Après la capitulation française, les troupes de ligne sont envoyées au sud de la Loire rejoindre l'armée d'armistice commandée par le maréchal Davout. 
L'entrée des Prussiens à Maubeuge, le 14 juillet, est accueillie avec joie par quelques royalistes qui espéraient la chute de l'Empire et le retour de Louis XVIII, avec résignation par les autres. Pendant leurs six mois d'occupation, les Prussiens se rendent insupportables par leurs pillages et leurs exactions. À partir du 1er janvier 1816, ils sont remplacés par les Russes qui se montrent beaucoup plus civilisés. Le général Vorontsov, chef du corps russe du nord, fixe sa résidence à Maubeuge et son séjour est marqué par une fraternisation entre occupants et civils occupés. Les Russes quittent la ville le 19 novembre 1818,.